# Open-Xchange
Open-Xchange Server – oprogramowanie do pracy grupowej sponsorowane przez Open-Xchange, Inc., integrujące różne rozwiązania, m.in. e-mail, kalendarze, książki adresowe.

## Informacje ogólne
Open-Xchange Server jest oprogramowaniem typu open source, które integruje w sobie klienta e-mail, kalendarz, książkę kontaktów i funkcjonalność zarządzania zadaniami.Oferuje także prosty mechanizm obiegu i udostępniania dokumentów.
Open-Xchange Server wspiera darmowe rozwiązania oraz zamknięte środowiska takie jak Apple iSync i Microsoft Outlook poprzez komercyjne dodatki.